# Serrat Alt (Moror)
El Serrat Alt és un turó de 869,1 metres d'altitud del terme municipal de Sant Esteve de la Sarga que es troba al vessant nord del Montsec d'Ares, al sud-est del poble de Moror, a prop del termenal amb el municipi de Castell de Mur (antic terme de Guàrdia de Tremp.